# مسجد شريفي
مسجد شريفي هو مسجد تاريخي يعود إلى عصر القاجاريون، ويقع في أبر كوه.